# Aphyosemion splendopleure
Aphyosemion splendopleure е вид лъчеперка от семейство Nothobranchiidae. Видът не е застрашен от изчезване.

## Разпространение и местообитание
Разпространен е в Габон, Екваториална Гвинея и Камерун.
Обитава сладководни басейни, крайбрежия, реки и потоци.

## Описание
На дължина достигат до 5,5 cm.